# Hikari Sentai Maskman Hit Kyokushuu
Hikari Sentai Maskman Hit Kyokushuu (em japonês, 光戦隊マスクマン ヒット曲集, também conhecido como Hikari Sentai Maskman Hit Song Collection) é o primeiro álbum contendo canções com vocalistas compostas para a série tokusatsu Super Sentai Hikari Sentai Maskman. Foi lançado em LP e fita cassete em 1º de junho de 1987 pela Nippon Columbia e possui onze faixas.

## Produção
Após ter feito sucesso cantando várias músicas para Esquadrão Relâmpago Changeman, Hironobu Kageyama foi convidado a gravar canções para Hikari Sentai Maskman. Além de ter gravado a abertura e o encerramento, lançados no single homônimo, gravou outras cinco músicas para a série, todas lançadas neste álbum.
Algumas músicas foram compostas por Daisuke Inoue, que chegou a compor outras músicas para Kageyama, como "Baseball Tengoku". Ele também compôs as canções "Ai Senshi" e "Kaze ni Hitori de", do filme Kidou Senshi Gundam II: Ai Senshi-hen. Algumas letras foram escritas por Masao Urino, que teve vários sucessos sob seu nome.
O álbum também tem músicas compostas por Kohei Tanaka, que venceu o Heisei Anisong Grand Prix (1989-1999) na categoria Melhor Composição por "Yuusha Ou Tanjou!", abertura de Yuusha Oh Gaogaigar; e "We Are!", primeira abertura de One Piece; além de letras de Kazunori Sonobe, que escreveu muitas músicas compostas para animes, como "GET THE WORLD", de Bakusō Kyōdai Let's & Go WGP; "Kishin Douji Zenki", de Zenki; "Kenka no Ato de...", de Hana Yori Dango; "Tokimeki no Doukasen", de Fushigi Yûgi; e "Casshan ~Kaze no Bohyou~", de Casshan. No Brasil, é mais conhecido por seu trabalho nas trilhas sonoras de Os Cavaleiros do Zodíaco; Esquadrão Relâmpago Changeman; Comando Estelar Flashman; e Jaspion.
O álbum também teve a participação de Koorogi '73, um grupo de vocais de apoio que fez inúmeras contribuições para canções de séries Super Sentai e Kamen Rider.

## Legado
Em 1996, a gravadora relançou os álbuns das séries sentai em CD sob o nome Complete Song Collection Sentai. Este foi o 11º da coleção e seu relançamento ocorreu em 28 de dezembro de 1996, sendo renomeado Hikari Sentai Maskman Complete Song Collection Sentai 11. Esta versão possui versões em de várias músicas em karaokê, além de uma faixa bônus Essa versão foi novamente lançada em 2001.

## Faixas
| 1987           |                                                                             |                 |                |                |         |  |
| N.º            | Título                                                                      | Letras          | Música         | Arranjo        | Duração |  |
| 1.             | "Hikari Sentai Maskman" (vocais: Hironobu Kageyama)                         | Masao Urino     | Daisuke Inoue  | Daito Fujita   | 3:27    |  |
| 2.             | "Moeru ze Fire" (vocais: H. Kageyama e SHINES)                              | Kayoko Fuyumori | Kohei Tanaka   | K. Tanaka      | 4:09    |  |
| 3.             | "Oretachi Ungler" (vocais: The Anglers)                                     | Kazunori Sonobe | Goro Ohmi      | G. Ohmi        | 4:17    |  |
| 4.             | "Lady Action Kimetara Oshare" (vocais: Satoko Yamano)                       | K. Fuyumori     | G. Ohmi        | G. Ohmi        | 3:11    |  |
| 5.             | "Shot Bomber Zenryoku Shuuchuu" (vocais: H. Kageyama, Koorogi '73 e SHINES) | K. Sonobe       | Takeshi Ike    | D. Fujita      | 3:19    |  |
| 6.             | "Action Fantasy" (vocais: Miracle Bombers)                                  | K. Sonobe       | D. Fujita      | D. Fujita      | 5:15    |  |
| 7.             | "Aura ni Kagayake! Great Five" (vocais: H. Kageyama)                        | Saburo Yatsude  | K. Tanaka      | K. Tanaka      | 3:26    |  |
| 8.             | "Telepathize Shite Kure" (vocais: Katsuya Miura)                            | K. Fuyumori     | T. Ike         | K. Tanaka      | 4:09    |  |
| 9.             | "Dashite Miyou ze! Aura Power" (vocais: H. Kageyama)                        | S. Yatsude      | H. Kageyama    | G. Ohmi        | 4:04    |  |
| 10.            | "Ten Eyes ~5-nin no Hitomi~" (vocais: H. Kageyama, Koorogi '73 e SHINES)    | Takao Nagaishi  | T. Ike         | D. Fujita      | 3:43    |  |
| 11.            | "Ai no Soldier" (vocais: H. Kageyama)                                       | M. Urino        | D. Inoue       | D. Fujita      | 3:24    |  |
| Duração total: | Duração total:                                                              | Duração total:  | Duração total: | Duração total: | 42:24   |  |

| 1996           |                                                                             |                |                |                |         |  |
| N.º            | Título                                                                      | Letras         | Música         | Arranjo        | Duração |  |
| 1.             | "Hikari Sentai Maskman" (vocais: H. Kageyama)                               | M. Urino       | D. Inoue       | D. Fujita      | 3:27    |  |
| 2.             | "Moeru ze Fire" (vocais: H. Kageyama e SHINES)                              | K. Fuyumori    | K. Tanaka      | K. Tanaka      | 4:09    |  |
| 3.             | "Oretachi Ungler" (vocais: The Anglers)                                     | K. Sonobe      | G. Ohmi        | G. Ohmi        | 4:17    |  |
| 4.             | "Lady Action Kimetara Oshare" (vocais: S. Yamano)                           | K. Fuyumori    | G. Ohmi        | G. Ohmi        | 3:11    |  |
| 5.             | "Shot Bomber Zenryoku Shuuchuu" (vocais: H. Kageyama, Koorogi '73 e SHINES) | K. Sonobe      | T. Ike         | D. Fujita      | 3:19    |  |
| 6.             | "Action Fantasy" (vocais: Miracle Bombers)                                  | K. Sonobe      | D. Fujita      | D. Fujita      | 5:15    |  |
| 7.             | "Aura ni Kagayake! Great Five" (vocais: H. Kageyama)                        | S. Yatsude     | K. Tanaka      | K. Tanaka      | 3:26    |  |
| 8.             | "Telepathize Shite Kure" (vocais: K. Miura)                                 | K. Fuyumori    | T. Ike         | K. Tanaka      | 4:09    |  |
| 9.             | "Dashite Miyou ze! Aura Power" (vocais: H. Kageyama)                        | S. Yatsude     | H. Kageyama    | G. Ohmi        | 4:04    |  |
| 10.            | "Ten Eyes ~5-nin no Hitomi~" (vocais: H. Kageyama, Koorogi '73 e SHINES)    | T. Nagaishi    | T. Ike         | D. Fujita      | 3:43    |  |
| 11.            | "Ai no Soldier" (vocais: H. Kageyama)                                       | M. Urino       | D. Inoue       | D. Fujita      | 3:24    |  |
| 12.            | "Hikari Sentai Maskman -Original Karaoke-"                                  | instrumental   | D. Inoue       | D. Fujita      | 3:27    |  |
| 13.            | "Oretachi Ungler -Original Karaoke-"                                        | instrumental   | G. Ohmi        | G. Ohmi        | 4:18    |  |
| 14.            | "Lady Action Kimetara Oshare -Original Karaoke-"                            | instrumental   | G. Ohmi        | G. Ohmi        | 3:11    |  |
| 15.            | "Shot Bomber Zenryoku Shuuchuu -Original Karaoke-"                          | instrumental   | T. Ike         | D. Fujita      | 3:19    |  |
| 16.            | "Aura ni Kagayake! Great Five -Original Karaoke-"                           | instrumental   | K. Tanaka      | K. Tanaka      | 3:25    |  |
| 17.            | "Dashite Miyou ze! Aura Power -Original Karaoke-"                           | instrumental   | H. Kageyama    | G. Ohmi        | 4:04    |  |
| 18.            | "Ten Eyes ~5-nin no Hitomi~ -Original Karaoke-"                             | instrumental   | T. Ike         | D. Fujita      | 3:43    |  |
| 19.            | "Ai no Soldier -Original Karaoke-"                                          | instrumental   | D. Inoue       | D. Fujita      | 3:23    |  |
| 20.            | "Shot Bomber Zenryoku Shuuchuu Type B" (faixa bônus)                        | K. Sonobe      | T. Ike         | D. Fujita      | 3:16    |  |
| Duração total: | Duração total:                                                              | Duração total: | Duração total: | Duração total: | 74:30   |  |